# Thiers Dore et Montagne
Thiers Dore et Montagne est une communauté de communes française, située dans le département du Puy-de-Dôme en région Auvergne-Rhône-Alpes.
Représentant la partie nord du parc naturel régional Livradois-Forez, les deux plus grandes villes de l'intercommunalité sont Thiers et Courpière.

## Historique
Le premier projet de schéma départemental de coopération intercommunale (SDCI) du Puy-de-Dôme, dévoilé en octobre 2015, proposait la fusion des communautés de communes entre Allier et Bois Noirs, de la Montagne Thiernoise, du Pays de Courpière et Thiers communauté. Il est confirmé en mars 2016.
La fusion de ces quatre communautés de communes est prononcée par l'arrêté préfectoral no 16-02853 du 12 décembre 2016. La structure intercommunale prend le nom de « Thiers Dore et Montagne ».

### Identité visuelle

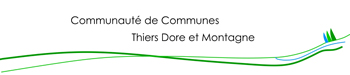
Le logo provisoire utilisé jusqu'en 2018.
Le nouveau logo à partir de 2018.

## Territoire communautaire

### Géographie
La communauté de communes Thiers Dore et Montagne est située au nord-est du département du Puy-de-Dôme. Elle constitue également la partie nord du parc naturel régional Livradois-Forez.
La Dore, rivière dont le nom est présent dans celui de l'intercommunalité, traverse trois anciennes communautés de communes sur les quatre que compte actuellement Thiers Dore et Montagne. Elle coule dans celle de Thiers communauté, d'entre Allier et Bois Noirs et du Pays de Courpière. Le mot « Montagne » rappel quant à lui l'intercommunalité de la Montagne Thiernoise.

### Composition
La communauté de communes est composée des 30 communes suivantes :

| Nom                      | Code Insee | Gentilé          | Superficie (km2) | Population (dernière pop. légale) | Densité (hab./km2) |
| ------------------------ | ---------- | ---------------- | ---------------- | --------------------------------- | ------------------ |
| Thiers (siège)           | 63430      | Thiernois        | 44,49            | 11 686 (2022)                     | 263                |
| Arconsat                 | 63008      | Arconsatois      | 22,63            | 576 (2022)                        | 25                 |
| Aubusson-d'Auvergne      | 63015      | Aubussonnais     | 6,79             | 216 (2022)                        | 32                 |
| Augerolles               | 63016      | Augerollais      | 33,01            | 864 (2022)                        | 26                 |
| Celles-sur-Durolle       | 63066      | Cellois          | 38,9             | 1 635 (2022)                      | 42                 |
| Chabreloche              | 63072      | Chabrelochois    | 9,61             | 1 164 (2022)                      | 121                |
| Charnat                  | 63095      | Charnatois       | 5,42             | 205 (2022)                        | 38                 |
| Châteldon                | 63102      | Châteldonnais    | 28,43            | 752 (2022)                        | 26                 |
| Courpière                | 63125      | Courpiérois      | 31,82            | 4 109 (2022)                      | 129                |
| Dorat                    | 63138      | Dorachons        | 17,26            | 721 (2022)                        | 42                 |
| Escoutoux                | 63151      | Escoutois        | 27,4             | 1 355 (2022)                      | 49                 |
| Lachaux                  | 63184      | Chaulards        | 22,27            | 276 (2022)                        | 12                 |
| La Monnerie-le-Montel    | 63231      | Monnerinois      | 4,65             | 1 624 (2022)                      | 349                |
| Néronde-sur-Dore         | 63249      | Nérondais        | 8,93             | 485 (2022)                        | 54                 |
| Noalhat                  | 63253      | Noalhatois       | 5,13             | 230 (2022)                        | 45                 |
| Olmet                    | 63260      | Olmetois         | 15,54            | 180 (2022)                        | 12                 |
| Palladuc                 | 63267      | Palladucois      | 13,35            | 520 (2022)                        | 39                 |
| Paslières                | 63271      | Paslièrois       | 27,77            | 1 487 (2022)                      | 54                 |
| Puy-Guillaume            | 63291      | Puy-Guillaumois  | 25,02            | 2 644 (2022)                      | 106                |
| La Renaudie              | 63298      | Renaudiens       | 18,02            | 131 (2022)                        | 7,3                |
| Ris                      | 63301      | Risais           | 15,76            | 735 (2022)                        | 47                 |
| Saint-Flour-l'Étang      | 63343      | Sanflorains      | 9,45             | 272 (2022)                        | 29                 |
| Saint-Rémy-sur-Durolle   | 63393      | Sanrémois        | 18,17            | 1 760 (2022)                      | 97                 |
| Saint-Victor-Montvianeix | 63402      | Saint-Victoriens | 45,18            | 264 (2022)                        | 5,8                |
| Sainte-Agathe            | 63310      | Sainte-Agathois  | 18,31            | 171 (2022)                        | 9,3                |
| Sauviat                  | 63414      | Sauviatois       | 15,62            | 587 (2022)                        | 38                 |
| Sermentizon              | 63418      | Sermentizonais   | 18,41            | 589 (2022)                        | 32                 |
| Viscomtat                | 63463      | Viscomtois       | 25,44            | 503 (2022)                        | 20                 |
| Vollore-Montagne         | 63468      | Vollorois        | 21,22            | 312 (2022)                        | 15                 |
| Vollore-Ville            | 63469      | Vollorois        | 30,41            | 714 (2022)                        | 23                 |

### Démographie
| 1968   | 1975   | 1982   | 1990   | 1999   | 2010   | 2015   | 2021   |
| ------ | ------ | ------ | ------ | ------ | ------ | ------ | ------ |
| 43 640 | 43 407 | 43 195 | 41 717 | 39 570 | 37 503 | 37 707 | 36 707 |

## Administration

### Siège
La communauté de communes siège à Thiers, 47 avenue du Général de Gaulle.

### Les élus
La communauté de communes est gérée par un conseil communautaire composé de 58 membres représentant chacune des communes membres.
Leur répartition a été fixée à la suite de l'arrêté préfectoral no 19-01839 du 9 octobre 2019 :
| Nombre de délégués | Communes                                                                     |
| ------------------ | ---------------------------------------------------------------------------- |
| 17                 | Thiers                                                                       |
| 6                  | Courpière                                                                    |
| 4                  | Puy-Guillaume                                                                |
| 2                  | Celles-sur-Durolle, La Monnerie-le-Montel, Paslières, Saint-Rémy-sur-Durolle |
| 1 (+ 1 suppléant)  | les 23 autres communes                                                       |

### Présidence
Tony Bernard est le président actuel de l'intercommunalité. Élu une première fois le 18 janvier 2017, il est réélu le 16 juillet 2020.
| Période                                  | Période                       | Identité     | Étiquette | Qualité            |
| ---------------------------------------- | ----------------------------- | ------------ | --------- | ------------------ |
| Les données manquantes sont à compléter. |                               |              |           |                    |
| 2017                                     | En cours (au 16 juillet 2020) | Tony Bernard | PG        | maire de Châteldon |

### Compétences
L'intercommunalité exerce des compétences qui lui sont déléguées par les communes membres. Parmi celles-ci, quatre sont obligatoires, cinq sont optionnelles et quinze sont facultatives :
Compétences obligatoires
- Actions de développement économique
- Aménagement de l'espace pour la conduite d'actions d'intérêt communautaire
- Aménagement, entretien et gestion des aires d'accueil des gens du voyage (compétence jusque-là exercée par aucune des quatre anciennes communautés de communes[2])
- Collecte et traitement des déchets ménagers et assimilés (compétence jusque-là exercée partiellement par les quatre anciennes communautés de communes[2])

Compétences optionnelles
- Protection et mise en valeur de l'environnement
- Politique du logement et du cadre de vie
- Création, aménagement et entretien de la voirie
- Construction, entretien et fonctionnement d'équipements culturels et sportifs d'intérêt communautaire et d'équipements de l'enseignement pré-élémentaire et élémentaire d'intérêt communautaire
- Action sociale d'intérêt communautaire

Compétences facultatives
- Développement du multimédia
- Mise en œuvre de la politique de pays
- Numérisation des cas des communes et mise en place d'un système d'information géographique
- Contribution au développement des équipements ferroviaires
- Entretien et gestion de la bascule publique de Courpière
- Gestion des dossiers usines et ateliers-relais existants
- Actions à caractère touristique
- Assainissement (compétence exercée jusque-là en partie par les CC de la Montagne Thiernoise et du Pays de Courpière ; obligatoire à partir du 1er janvier 2020[2])
- Développement culturel
- Petite enfance, enfance et jeunesse
- Services publics (aménagement et entretien des bureaux de poste, gendarmerie nationale de Courpière)
- Petit patrimoine
- Action en faveur du maintien de l'offre de santé
- Subventions aux associations et aux personnes privées
- Étude et réflexion sur le transport à la demande

### Régime fiscal et budget
La communauté de communes applique la fiscalité professionnelle unique. Celle-ci « permet une intégration renforcée du territoire » des anciennes communautés de communes Entre Allier et Bois Noirs et Thiers communauté, alors à fiscalité additionnelle.

## Projets et réalisations

### Projets
Le plus gros projet retenu par la communauté de communes est la construction d'une nouvelle piscine intercommunale. Pour rappel, Thiers possédait deux piscines municipales (Iloa et René Barnérias), Saint-Rémy-sur-Durolle une piscine intercommunale, Courpière une piscine municipale et la même chose pour Puy-Guillaume.
Une seule piscine assure les scolaires, celle de Thiers, mais devenant obsolète, la mairie de Thiers et Thiers-Dore et Montagne réfléchissent en priorité sur la construction prochaine d'une nouvelle piscine intercommunale sur le site d'Iloa Les rives de Thiers à Thiers.